# 210-та авіаційна комендатура (Україна)
210-та авіаційна комендатура (210 АКом, в/ч А4090) — розформована авіаційна комендатура, що обслуговувала аеродром Довгинцеве.

## Історія
Відповідно до наказу Міністра оборони України від 5 березня 1992 року 175-й окремий батальйон аеродромно-технічного забезпечення (175 обатз, в/ч 33714) в складі 6-ї гв. ВТрАД, як частина, що не ввійшла до складу Об'єднаних Збройних сил СНД виведений зі складу військово-транспортної авіації та включений до складу ВПС ЗС України.
Відповідно до Директиви № 11511 ГШ ЗСУ від 4 листопада 1992 року після розформування управління 6-ї гв. ВТрАД батальйон 1 січня 1993 року був включений до складу авіаційно-транспортної групи (АТГ) ВПС ЗС України.
7 липня 1993 року на базі 363 військово-транспортного полку була створена 16-та Черкаська орденів Суворова та Богдана Хмельницького авіаційна база транспортної авіації до формування якої був залучений 175 обато, як частина забезпечення.
Проте вже 1 червня 1997 року 16 абта була розформована, авіаполк був виокремлений та отримав нове умовне найменування. Умовне найменування бази А0490 залишилось за батальйоном аеродромно-технічного забезпечення та 563 окремим батальйоном зв'язку та радіотехнічного забезпечення, що разом утворили авіаційно-технічну базу.
В 2000 році авіаполк, що базувався на аеродромі, та 563 обз РТЗ були розформовані. 175 обатз (авіаційно-технічна база) була переформована в 210-ту авіаційну комендатуру.
30 жовтня 2003 року комендатура буда розформована.